# 8 Canada Square
A 8 Canada Square (más nevein HSBC központ vagy HSBC torony) egy felhőkarcoló London Canary Wharf körzetében. Az épület a HSBC világközpontjának ad helyet, amely a Forbes Global 2000 kiadás szerint 2008-ban a legnagyobb cég volt a világon, és amely ugyanekkor nagyjából 8000 főt alkalmazott az irodaházban.
A felhőkarcolót Sir Norman Foster építészmérnök csapata tervezte. Az építési munkálatok 1999-ben kezdődtek és 2002-ben fejeződtek be. A 200 méter magas irodaházban 42 emelet található és a Citigroup toronnyal megosztva birtokolja az Egyesült Királyság második legmagasabb épülete címet.

## Tervek
A HSBC világközpontjának Hongkongból Londonba való költöztetésekor úgy határoztak, hogy az alkalmazottak London szerte való szétszórása nem tartható állapot. 1995 és 1997 között számos tervet tanulmányoztak, többek között a korábbi központ (10 Lower Thames Street) átalakítását, végül azonban Canary Wharf területe mellett döntöttek.
Mivel a korábbi Hong kongi központot is Sir Norman Scott (Lord Foster of Thames Bank) irodája tervezte, így az új épület terveivel is ezt a vállalkozást bízták meg. Az Arup vállalat készítette a projekt szerkezeti terveit, míg a Davis Langdon cég dolgozta ki az építkezés költségeit.

## Építkezés
Az építési munkákat 1999 januárjában kezdték meg, majd 2000 nyarán már a 4900 üvegtábla szerkezetre illesztése kezdődött el. Canary Wharf Contractors volt a kivitelező cég.

### Baleset
2000. május 21-én az építési munkák közepén egy daru összedőlt és három munkás halálát okozta. A halottkém jelentése szerint a munkások azonnali halálát a 137 m zuhanást követő becsapódás okozta.

### Befejezés
A bokrétaünnepségre (a nehezebb munkálatok befejezésének ünnepsége) 2001. március 7-én került sor az utolsó acélgerenda felhúzásával. A ceremónián bankárok, újságírók és az építkezésben részt vevő vállalkozások vettek részt. Az első HSBC alkalmazottak 2002. szeptember 2-án költöztek be az épületbe, ekkor még csak bizonyos részlegek működtek, majd 2003. február 17-től a teljes személyzeti állomány megkezdhette a munkát. Az irodaház hivatalos megnyitóját Sir John Bond (a bank akkori elnöke) celebrálta 2003. április 2-án.

## Környező épületek
A HSBC torony közvetlen közelében található a One Canada Square (másik nevén a Canary Wharf torony), a Citigroup központ, valamint mellette a Bank of America épülete. A HSBC irodaház nem látogatható (vagyis nem nyilvános épület).

## Költségek
2007 áprilisában az irodaház lett az első épület Nagy-Britanniában, amelyet több, mint 1 milliárd font áron értékesítettek. Az épületet a spanyol Metrovacesa ingatlankezelő cégnek értékesítették.
2008. december 5-én a HSBC visszavette a tulajdoni jogokat a spanyol cégtől.
2009. november 13-án az ingatlant újra értékesítették a National Pension Service of Korea (Koreai Állami Nyugdíjszolgáltató)-nak 772,5 millió fontért készpénzben. A tranzakció révén a HSBC várhatóan még 2009. december 31. előtt 350 millió font hasznot könyvelhet el.

## Építési különlegessége
A HSBC környezettudatos politikájával összhangban az épületbe már a kezdetekkor energia-takarékos rendszereket telepítettek és a belsőépítészeti elemek (bútorok) újrafelhasználható anyagokból készültek.

### Történelem fal
Sir Keith Whitson vezérigazgató versenyt hirdetett annak érdekében, hogy az épület aulája sajátos belső kialakítást kapjon. A megvalósult megoldás, a HSBC történelmi fala a bankházzal kapcsolatos történelmi eseményeket, annak teljesítményét és értékeit mutatja be a 18. századtól napjainkig. A fal 6,6 méter magas, 3743 képet tartalmaz, melyek között különböző fényképek, dokumentumok másolatai, a személyzetről, épületekről és az üzleti eseményekről készült fotók és illusztrációk találhatóak.

### Stephen és Stitt
Az épület főbejáratát két bronzoroszlán őrzi. Ezek a Stephen és Stitt nevű oroszlánok élethű másolatai, melyek a hongkongi régi központ épületét őrzik 1935 óta. A hongkongi oroszlánokat pedig arról az oroszlánpárról nevezték el, 
melyek a bank egykori sanghaji központját "védték" a Bundban, annak 1923-as megnyitása óta. Az eredeti oroszlánok A. G. Stephen (a bank egykori vezérigazgatója) és G. H. Stitt (sanghaji bankvezető) menedzserekről kapták a nevüket. Ez tulajdonképpen egy belső vicc szüleménye, ugyanis a két oroszlán egymással szemben helyezkedik el, az egyiket a művész úgy ábrázolta, mintha épp ordítana, míg a másik csendben ül. Stephen és Sitt urak az elmondások szerint hasonlóan eltérő személyiséggel bírtak.
A szobrokat a szomszédos Limehouse területen a Bronze Age Sculpture Casting Foundry(szoborkészítő öntöde) készítette.

## Tényadatok
- Irodaterület: 102 190 négyzetméter
- Emeletek száma: 42
- Kereskedő irodák: helyet adnak a londoni treasury, tőkepiaci- és részvény-kereskedői műveleti osztályoknak, 4180 négyzetméter alapterületen, emeletenként több, mint 570 alkalmazottnak biztosítanak munkahelyeket. Ez Európában az egyik legnagyobb kereskedői részleg.
- Személyzeti étterem: a 850 férőhelyes étterem az egyik legnagyobb Európában a maga nemében, naponta több, mint 2500 fogást szolgál fel
- Beton: 180 000 tonna
- Acél: 14 000 tonna
- Üveg: 45 000 négyzetméter (484 200 négyzetláb)
- Az épületet 2007-ben a HSBC eladta a spanyol Metrovacesa vállalatnak 1,09 milliárd font áron. Ez volt minden idők legnagyobb értékű ingatlan értékesítése az Egyesült Királyságban.
- 2008-ban a HSBC visszavásárolta a 838 millió fontért a tornyot, majd egy évvel később újra értékesítette

## Közlekedés
A legközelebbi metróállomás a Jubilee line Canary Wharf állomása, melyet föld alatt lehet megközelíteni a Canada Place bevásárlóközponton át. A DLR a Canary Wharf állomáson érhető el. Korábban közvetlen buszjárat üzemelt a London-City repülőtérig, ezt azonban mára felváltotta a DLR.

## Galéria

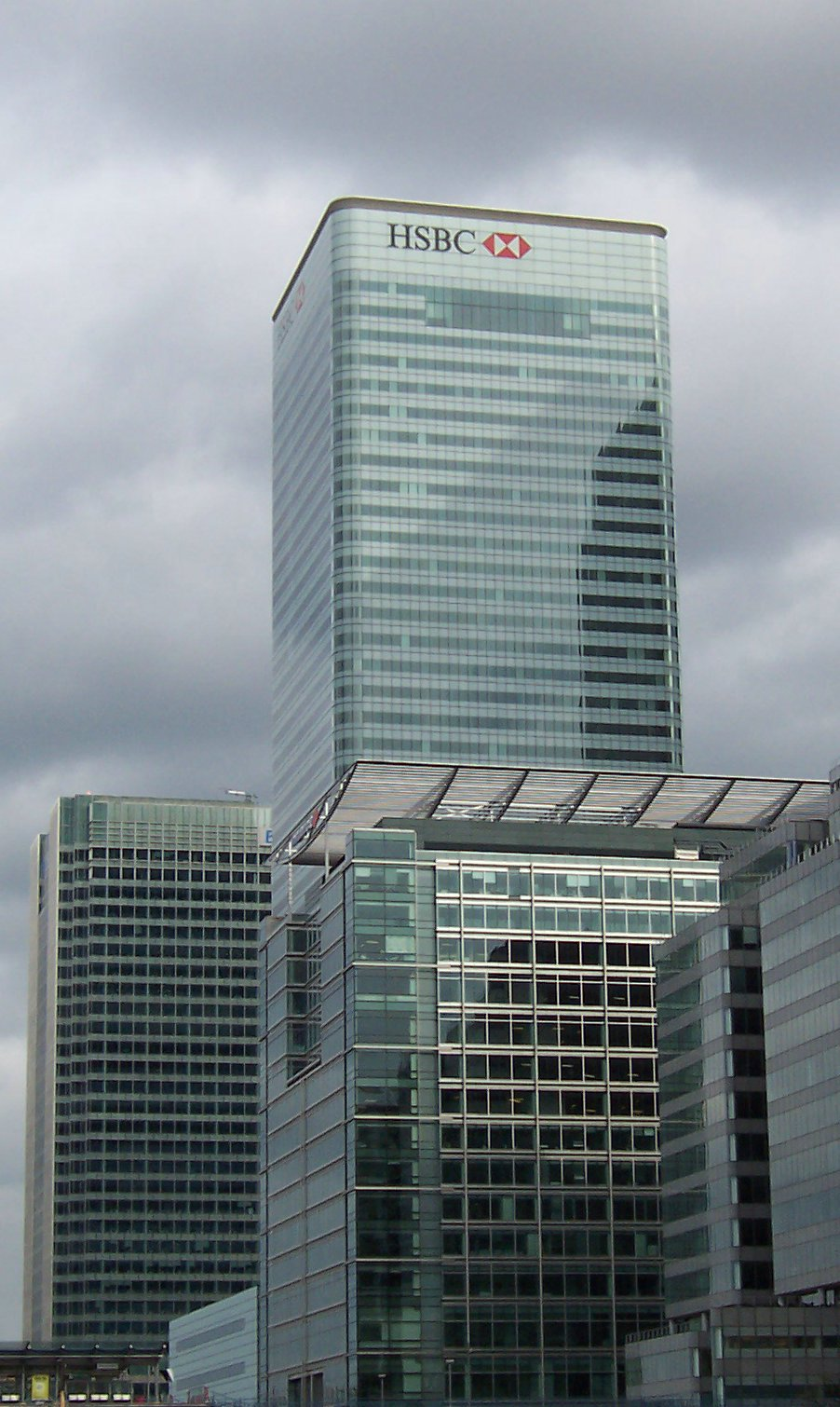
A HSBC épület Poplar felől
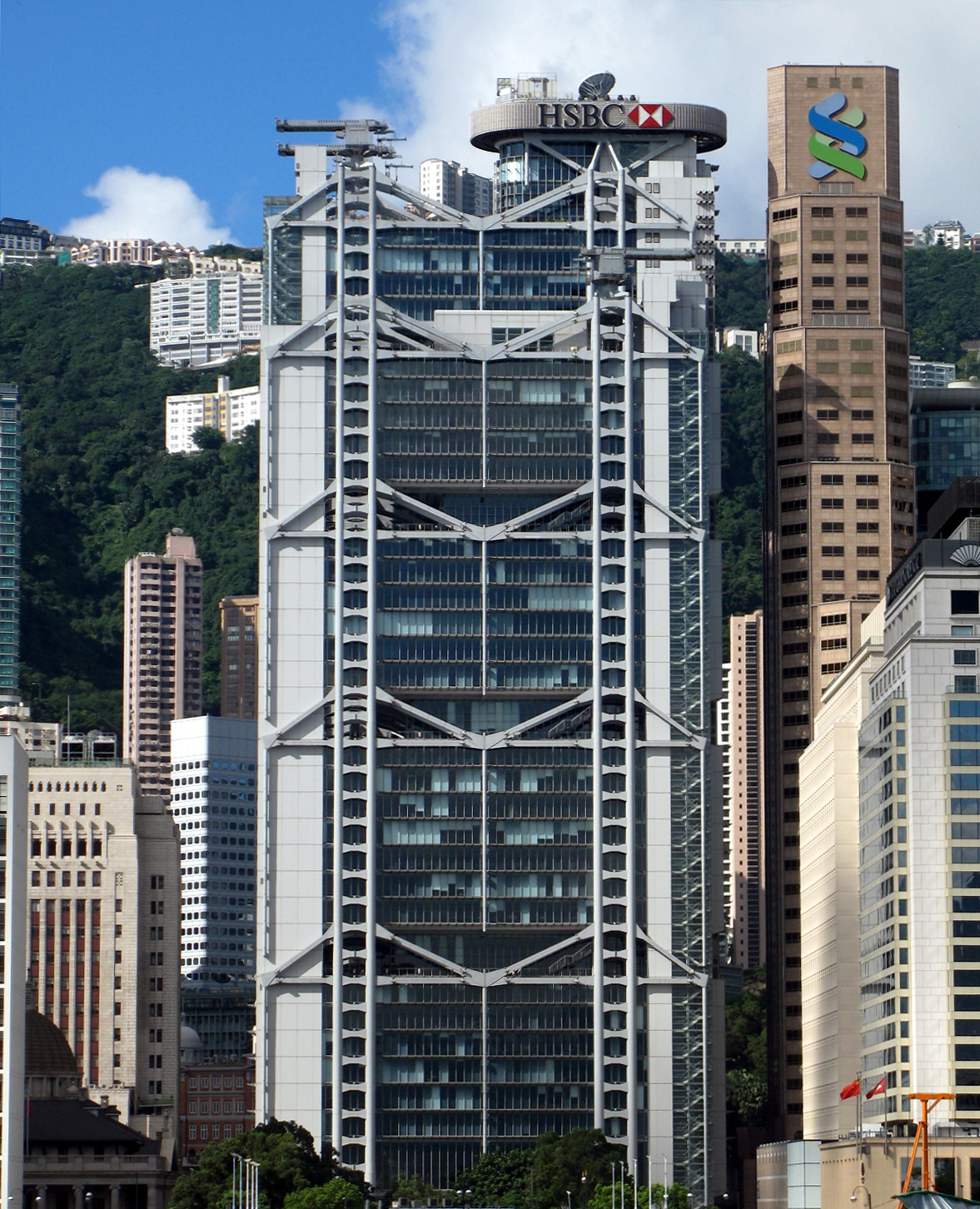
A Hongkongi HSBC (korábbi központ)
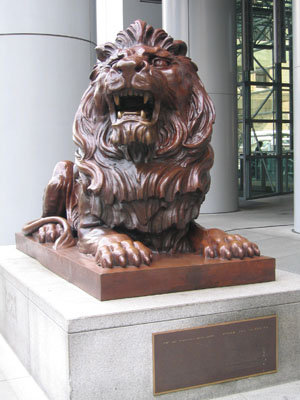
Stephen, a bal bronz-oroszlán a Hongkongi épület bejáratánál
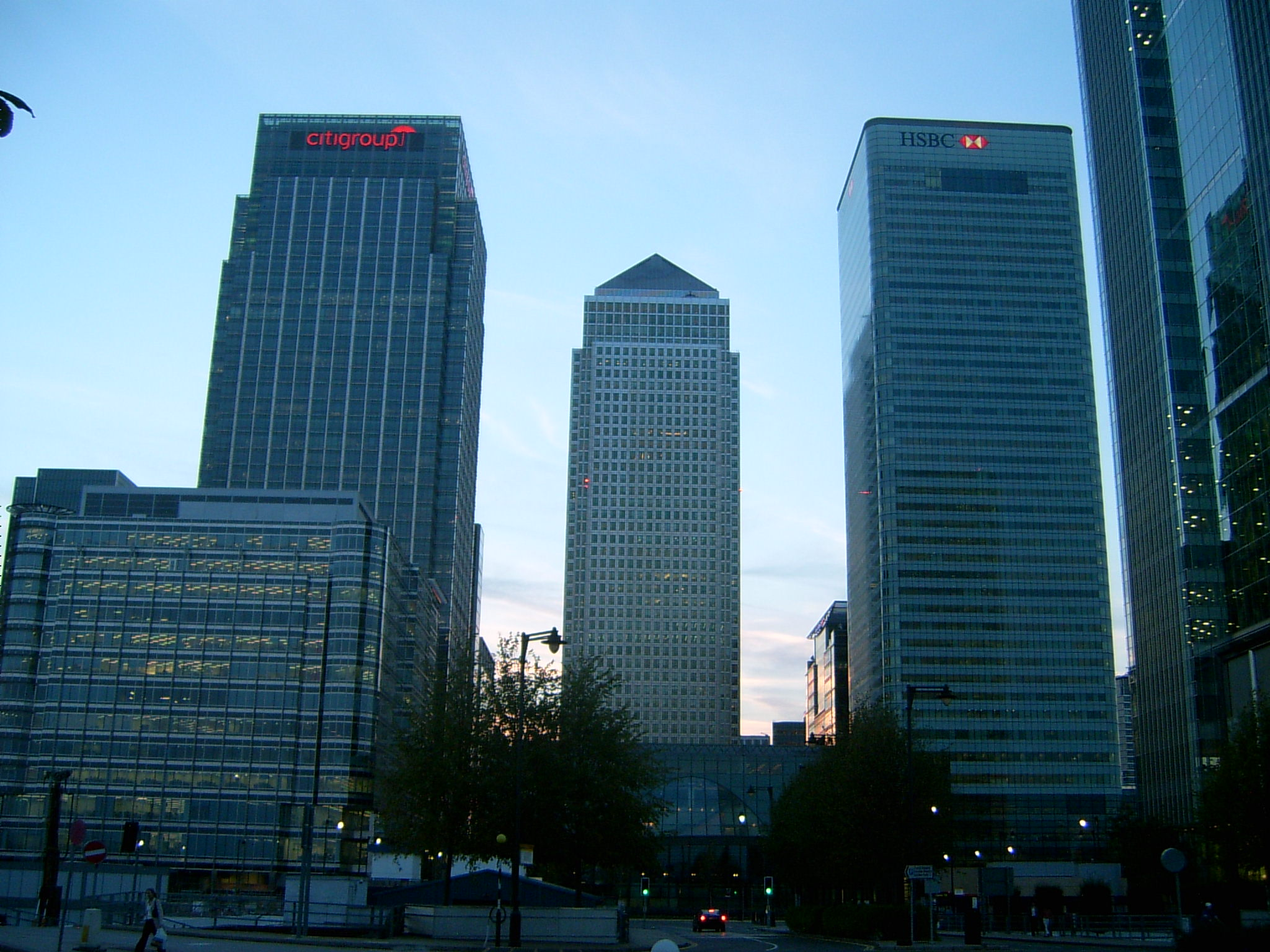
Canary Wharf látképe (a három legmagasabb torony)

## Fordítás
- Ez a szócikk részben vagy egészben  a(z)   8 Canada Square című angol nyelvű Wikipédia-szócikk fordításán alapul.  Az eredeti cikk szerkesztőit annak laptörténete sorolja fel. Ez a jelzés csupán a megfogalmazás eredetét és a szerzői jogokat jelzi, nem szolgál a cikkben szereplő információk forrásmegjelöléseként.